# 查塞爾鎮區 (密歇根州)
查塞爾鎮區（英語：Chassell Township）是位於美國密歇根州霍頓縣的一個行政鎮區。

## 地方資料
查塞爾鎮區的面積為134.50平方千米，當中陸地面積為126.20平方千米，而水域面積為8.30平方千米。根據2020年美國人口普查的數據，當地共有人口1878人，而人口密度為每平方千米13.96人。